# Łucja Marek
Łucja Marek – polska historyk, dr hab., starszy specjalista Instytutu Pamięci Narodowej – Komisji Ścigania Zbrodni przeciwko Narodowi Polskiemu.

## Życiorys
W 2000 otrzymała magisterium w Papieskiej Akademii Teologicznej w Krakowie, 26 maja 2009 obroniła pracę doktorską Polityka władz państwowych wobec Kościoła katolickiego na terenie województwa katowickiego w latach 1956-1970, następnie uzyskała stopień doktora habilitowanego.
Jest zatrudniona na stanowisku starszego wykładowcy w Instytucie Pamięci Narodowej – Komisji Ścigania Zbrodni przeciwko Narodowi Polskiemu.

## Odznaczenia
- Brązowy Krzyż Zasługi (2016)[5]
- Srebrny Krzyż Zasługi (2022)[6]